# クラインガルテン

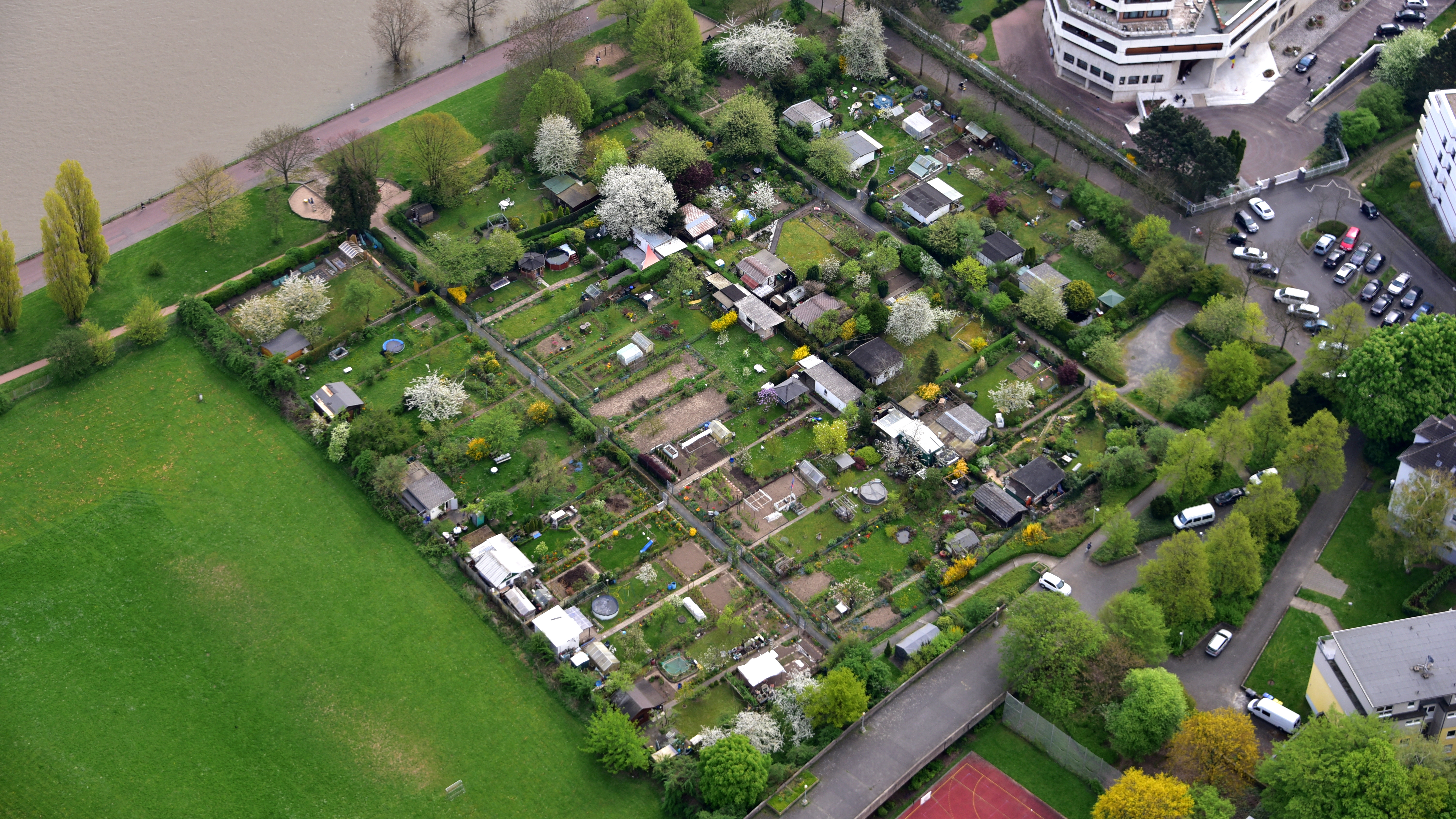
クラインガルテン

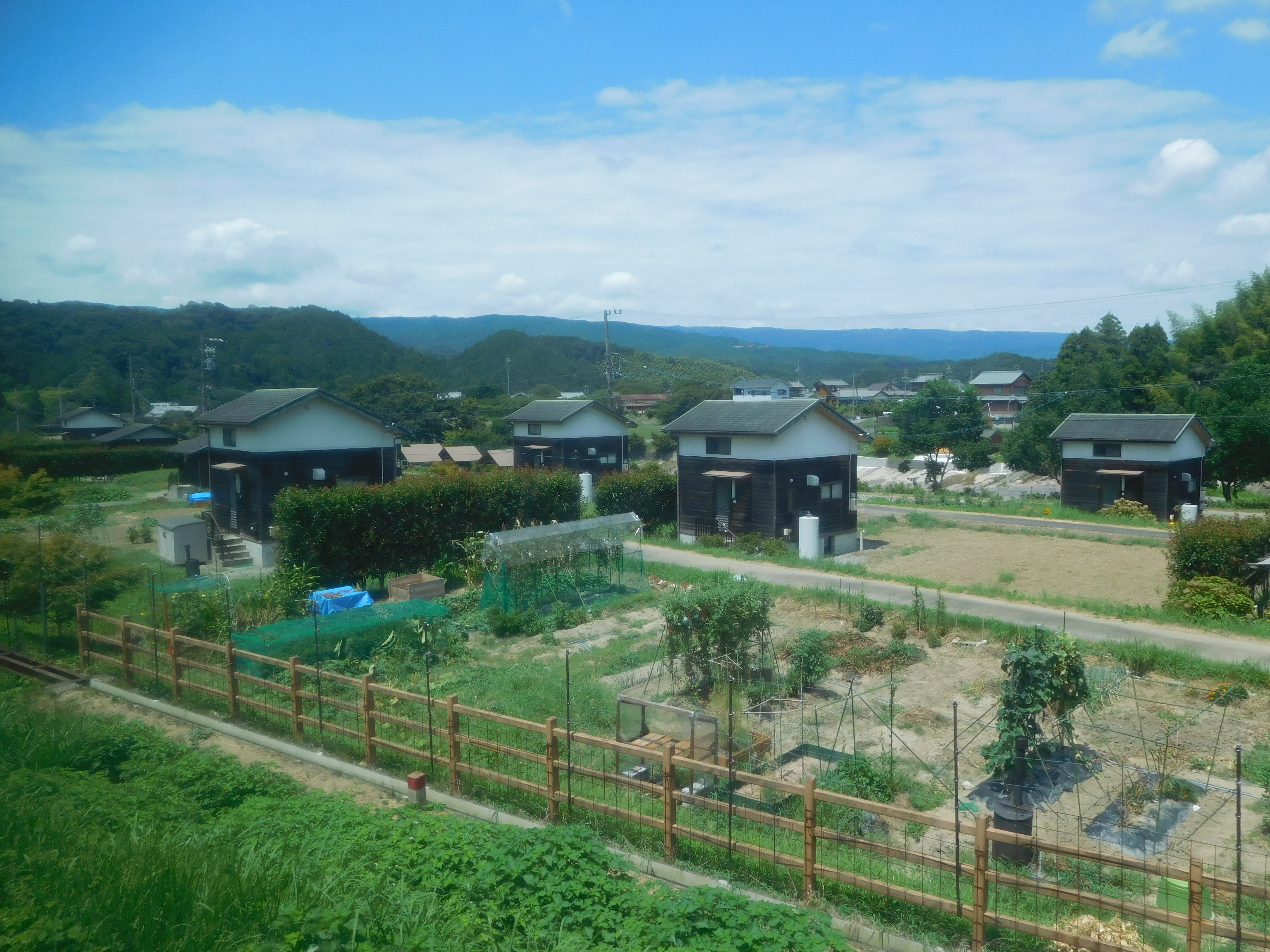
日本のクラインガルテン（リバーパーク真見）

クラインガルテン（独: Kleingarten）とは、ドイツで盛んな200年の歴史をもつ農地の賃借制度。クラインガルテン運動を広めたシュレーバー博士にちなみシュレーバーガルテン、ほかに 'ハイムガルテン、（とくにスイス）でファミーリエンガルテン、ドイツ南部やスイスではビュント、ピュントまたはビュンデ、ドイツ東部ではソ連風にダーチャ、一般的にはパルツェレ（プロット）やラウベ（東屋）とも呼ばれる。具体的にはフェンスなどで仕切られた土地で、菜園・庭園として利用される。
クラインガルテンの土地は諸団体（市民農園クラブ、園芸クラブ、時折自治体の庭園部門）によって管理され、エリアや庭園がメンバーに低料金でリースされている。こうしたクラインガルテンの土地全体はガルテンコロニーまたはラウベンコロニーとも呼ばれる。
ラウブピーパー（東屋のタヒバリ）は、東屋の有無にかかわらず、クラインガルテンの利用者を冗談めかして形容する呼び名である。これは上記のように、クラインガルテンそのものをラウベとも呼ぶことによる。

## 概要
日本語に訳すると「小さな庭」であるが、「滞在型市民農園」とも言われている。クラインガルテンは「クラインガルテン協会」が管理し、希望者は協会員になって区画を借りる。ドイツで最初のクラインガルテン協会は1814年、北部の街カッペルンに作られた。その後、1864年にライプツィヒで最初の協会が作られ、ドイツ各地に広まった。1919年には利用者の権利を保護する法律が定められ、国の制度に取り入れられた。
利用者の数は50万人を超える。大小の差は大きいが、利用者1人当たりの平均面積は100坪（330平方メートル）ほどで、賃借期間は30年。野菜や果樹、草花が育てられ、ラウベ (laube) と呼ばれる小さな小屋が併設されている。ほかに、池を掘って庭園のようにしている例もある。個々のクラインガルテンは分散しているわけではなく、ある程度ひとまとまりになっており、大きな緑地帯を形成している。例えば、日本の墓地公園において墓石の代わりに小屋が置かれ、そこで家庭菜園が行われているようなものである。
老後の生き甲斐や余暇の楽しみの創出という役割だけでなく、都市部での緑地保全や子供たちへの豊かな自然教育の場として大きな役割を果たしている。日本においても1993年（平成5年）、長野県東筑摩郡四賀村（現：松本市）に「坊主山クラインガルテン」、同年兵庫県多可郡多可町に「フロイデン八千代」が開かれ、多くの利用者を迎えているほか、長野県北佐久郡御代田町、群馬県吾妻郡長野原町北軽井沢、茨城県笠間市などでも同様の施設を作る動きが広まっている。

## レクリエーションエリアとしてのクラインガルテン
クラインガルテンは自然レクリエーションに使用されるべきであり、都市の住人が古い農園のスタイルで果物や野菜を栽培できるようにするべきで 特に回復が手前にある場合、これらの庭には観賞用の植物や芝生も必要であるという。
ほとんどの場合、庭の各プロパティにアーバーがあり、庭の生活は、各協会のそれぞれの割り当て庭の規制/ 法令/法令によって規制されている。ドイツでは、連邦 割当庭法 （BKleingG）が追加され、オーストリアでは割当庭法が追加され、スイスでは、例えばカントンでは建設法などで規制されている。

## クラインガルテンの社会的機能
1926年以来300万人以上のヨーロッパの庭師の協会である国際事務局は、農地の社会的機能を説明している。
- 一般市民にとって、このクラインガルテンは、騒音低減、ほこりからの防御、緑化、開発の緩和、ビオトープと種の保護、生息地のネットワーク化、気候効果を通じて、都市の生活の質を向上させる。
- クラインガルテンは家族に意味のある娯楽を提供。園芸活動と健康野菜の安価な栽培、健康な野菜の播種、栽培、繁栄、収穫の個人的な経験などを得る。コンクリートの城やアスファルトの表面での生活に対する釣り合い、調和の取れた対人関係を促進する。自然との直接的な接触なども。
- 子供や青少年には、しばしば遊び場をクラインガルテンが提供。ゲームとコミュニケーションのフィールドや自然の中で空間を体験し、自然のつながりを感じる。生物学における視覚的指導まで。
- 働く人々にとって、クラインガルテンは、仕事のストレスから健康的な活動までのリラックスを提供。
- 失業者の場合、クラインガルテンは必要である。まだ属しているという感覚を提供。倦怠を回避する手段、最低価格での新鮮野菜の交付など。
- 移民は、クラインガルテンの土地で、ホスト国でより良い社交と統合の機会を得る。ドイツでは、農園の園芸家の7.5％、つまり75,000人の農園の園芸家が移民である[3]
- 障害者は、彼らにクラブ生活に参加し、社交を行い、孤立を免れる場所を提供。播種と植え付け、成長、繁栄、収穫の経験など。
- 高齢者には、同じ関心を持つ人々を集めることにより、クラインガルテンが会話と静けさの場所を提供。長年にわたって成長した連絡先、個別の自己実現と雇用、自分の庭での生活の期間など。

クラブとして組織されている農園には、クラブハウス、コミュニティセンター、またはオーストリアではシェルターとも呼ばれる、協会のすべてのメンバーがアクセスできる建物がある。通常、クラブの会合に役立ち、一般的なツールを提供。多くの場合、非居住者がアクセスできる小さなレストランもある。
一方、ヨーロッパの農園の社会的および生態学的機能も開発協力への道を見出し、2003年以降、ドイツには、ドイツとベルギーのパートナーの支援を受けて、フィリピンに 都市部の貧困者向けのいくつかの農園が建設された。
アフリカの都市では、クラインガルテンは食料安全保障の戦略として議論されており、ハイルブロン （南アフリカ）のようにすでに成功裏に実施されている。

## クラインガルテンのエコロジー
自然と環境保護は、農民の庭師にとって重要な役割を果たし、クラインガルテンの重要性について尋ねられたとき、ヘルスケアと園芸の楽しみの前でさえこれは非常に高く評価されている。ほとんどすべてのクラインガルテンで庭師は、自然園芸の基本的なルールを実践。97％は灌漑に雨水を使用し、96％は庭の廃棄物を堆肥化。10番目の植物に「エコロジカルサンプルの小さな庭」があり、自然の庭師の可能性が示されている。最大10年間庭を耕作してきた若い農民の間では、自然に近い園芸に対する強い認識があり、これらの新しい庭師の2人に1人以上（54％）が有機果物と野菜を栽培し、3分の2近く（61％）が人工肥料なしで栽培し、4/5以上（82％）が化学害虫駆除を拒否している。この発展は、クラブの専門的なアドバイスによって支えられており、クラブの84％がこれを使用して、会員の自然と環境に対する意識を高めている（1997：75％）。

## ドイツの状況

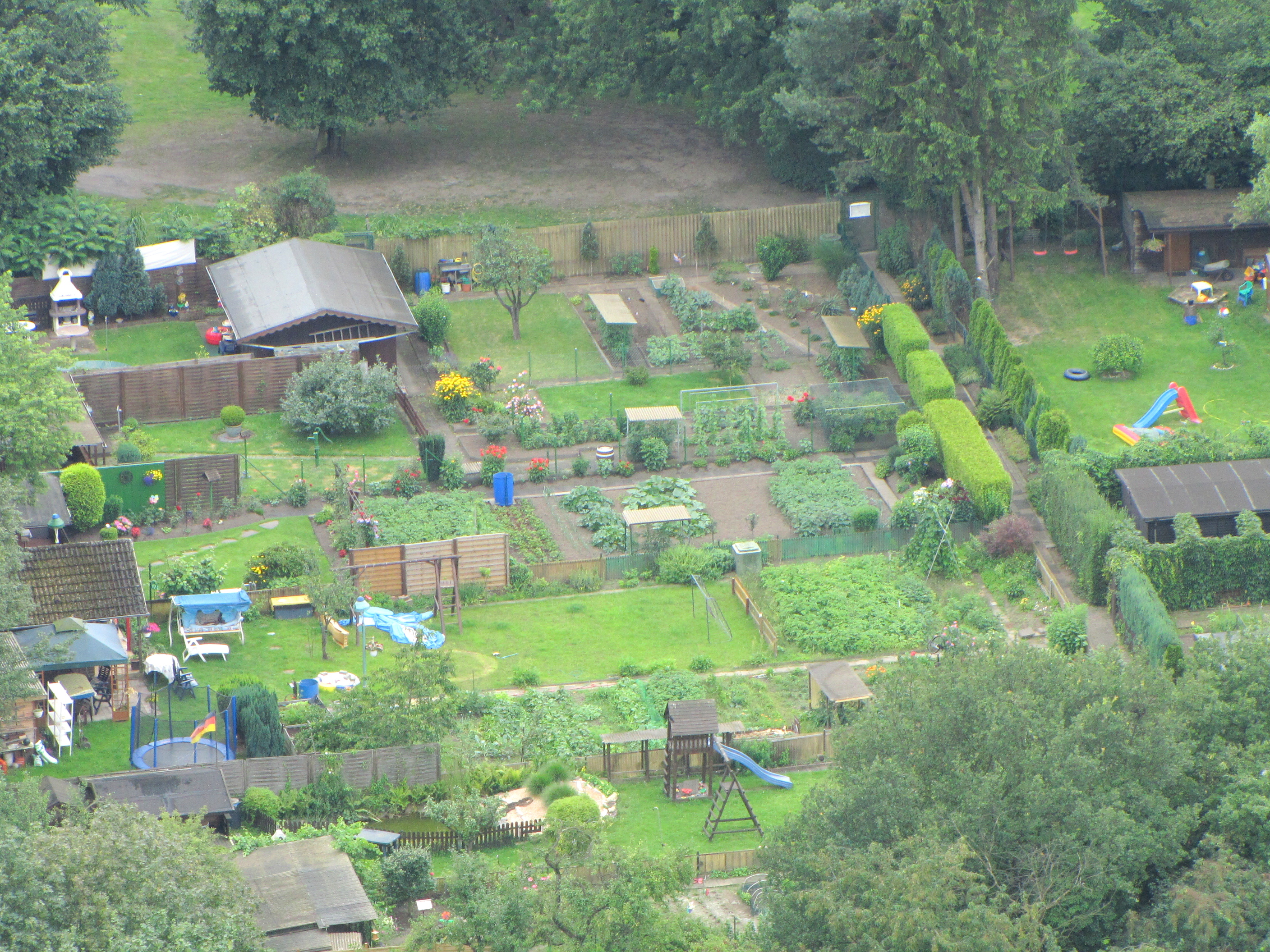
菜園

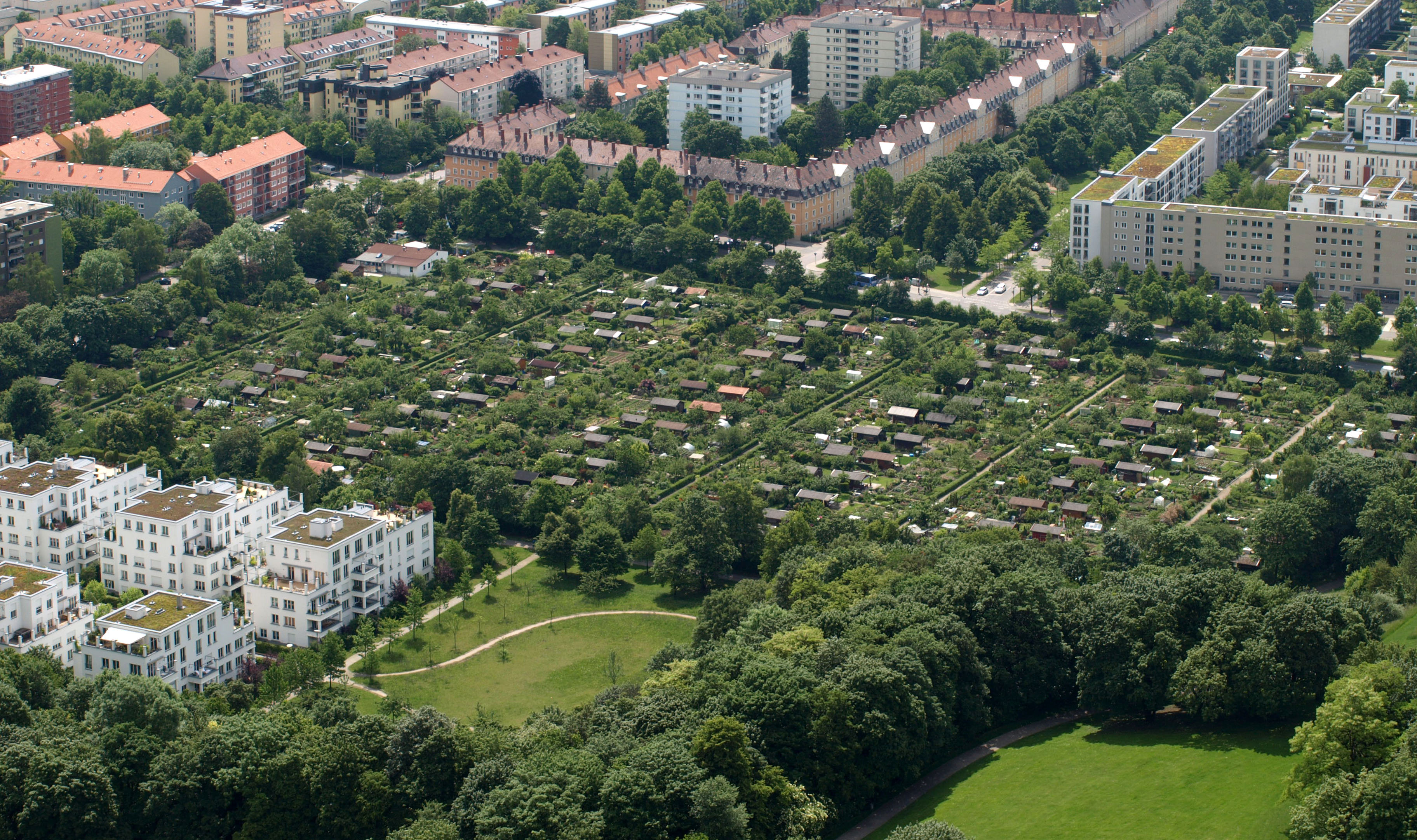
Kleingartenanlage

クラインガルテンという用語は、§  1パラ  1 連邦政府の クラインガルテン法と、クラインガルテンの園芸の概念にある。自治体が賃貸する土地は、グラベランドとも呼ばれる。
クラインガルテンはほとんどがクラブで組織され、クラインガルテンの庭師の包括的な組織は、ドイツの庭と友好連邦協会。  V.（BDG）が合計15,000のクラブを持つ20の州協会を代表している。クラブでは、合計967,240人の庭師が組織されており、BDG は、運輸、建築、都市開発の連邦省と共同で、4年ごとに連邦競技会「都市開発の庭」を開催。これは、庭園協会の特別な都市計画、生態学的、庭園文化的、社会的成果を称えるものである。
ドイツでは、主に都市部に100万以上のクラインガルテンがあり、人々は多くの場合、スペース不足のために農地が不足している。  ヘクタール （460  平方キロメートル）合わせて46,000以上の面積があり  個々の区画は平均で370 m2大。最大のクラブは、業者協会のウルムe. V.で1932年にウルムで設立された。53.1ヘクタールには、1315のプロットがあり、最小は、5つの区画を持つカメンツの農園協会「Am Vogelberg」である。
小さな庭の平均移転費用は1900ユーロ。しかし、大都市では、これは平均で3300ユーロ高くなる。全体として、1990年以降、買収費用は30％減少。小さな庭の平均リースは0.17  EUR /平方メートル。過去10年間に、家賃はドイツ全体で約30％増加した。リースの金額も都市のサイズと相関関係があり、都市が大きいほど、庭のリースは高価になり、会費は年間平均29ユーロ。さらに、電気、保険、地方税には年間平均276ユーロの追加費用がかかり、たとえば、ドイツの小さな庭のコストは年間平均373ユーロで、1日あたり約1ユーロ。
特に大都市では、需要が供給を上回ることがよくあり、全クラブの40％が順番待ちリストがあるが（旧Länder：60％）、人口減少の影響を受けた地域では、一部の庭園ではテナントが見つからず、クラブの3分の1が欠員を訴えており、2.5％が1年以上空いている。平均して、毎年10人の新しい農家が競い合い、小包の合計5.2％がテナントの変更を表している。
重要なタスクは、コンパクトな多階建て住宅建設を補償し、住宅建物の不十分な庭の土地と近くの緑地の不足を置き換えることで、農園の世帯の82％は入居者の世帯であり、ほとんどが平屋の多階建てのブロックに住む（西は67％、東は74％）。独自の区画は、欠落している緑に対してフラットな補正を提供。すべての庭園で84％はアパートから5キロメートル以内にあり、庭師の96％が自分の庭から最大30分圏内であり、60％が15分圏内。
ドイツの都市の人口密度（人口別） （出典： Bundesverband Deutscher Gartenfreunde e. V. ）
| 順位 人口 | 街                           | 居住者（2012） | 割り当て（2013）           | 割り当て/ 住民100人 |
| --------- | ---------------------------- | -------------- | -------------------------- | ------------------- |
| 1         | ベルリン                     | 3531201        | 67961                      | （5）2.0            |
| 2         | ハンブルク                   | 1812709        | 35641                      | （5）2.0            |
| 3         | ミュンヘン                   | 1378176        | 8684                       | 0.6                 |
| 4         | ケルン                       | 1017155        | 13,000                     | 1.2                 |
| 5         | フランクフルト・アム・マイン | 691518         | 15870                      | （4）2.3            |
| 6         | シュトゥットガルト           | 587538         | 2900                       | 0.4                 |
| 7         | ドルトムント                 | 580956         | 8155                       | 1.4                 |
| 8         | エッセン                     | 582140         | 9,000 （連邦協会ではない） | 1.5                 |
| 9         | デュッセルドルフ             | 581122         | 連邦協会ではない           |                     |
| 10        | ブレーメン                   | 548319         | 16663                      | 3.0                 |
| 11        | ハノーファー                 | 518069         | 2万                        | （3）3.8            |
| 12        | ライプツィヒ                 | 510512         | 32,000                     | （1）6.2            |
| 13        | ドレスデン                   | 529781         | 23,500                     | （2）4.4            |
| 14        | ニュルンベルク               | 510602         | 5713                       | 1.1                 |
| 15        | デュイスブルク               | 488005         | 6330                       | 1.2                 |

ニュルンベルクには、ニュルンベルククラインガートナー市が管理するラウベン博物館がある。
新しい連邦州では、たとえば、アーバーの許容サイズなど、連邦農園法の要件を満たすために適用。以前の法的規定を考慮する必要がある。
クラインガルテンユーザーの平均年齢は60歳。2003年から2008年にかけて、新規リースの45％が家族向けになり、2000年以降に庭を引き継いだすべてのテナントの64％は55歳未満。
重要なのは、移住の背景を持つテナント家族によるクラインガルテンの使用。2004年、組織全体でのドイツ全体での割合は7.5％で、人口シェアは8.9％。旧連邦州では、率は17.0％でさえあり、人口シェアはわずか9.6％しか増加していなかった。 ノルトラインヴェストファーレン州の環境自然保護、農業、消費者保護省による調査では、2009年、特に大都市圏での需要がさらに増加することが予測された。

## オーストリア
1903年に会議の後、オーストリアの最初の農園植民地である「Heimgarten」は、1904年にウィーン近くのPurkersdorf近くのDeutschwaldに建設された。後にウィーンの自治体内でフォローし 1907年6月、協会「ハイムガルテン」がグラーツに設立され、最初の農園がグラーツに建設された。1943年1月、「Heimgartenverein Langensiepen」に改名。ランゲンジーペンは、スティリアで最大のホームガーデンの1つであり、グレーザー・ミュールガンの流れを組む。
Heimgartenanbieter Magistrat Wienは、13年にHirschstettenの花園でウィーンのクラインガルテンフェアを共催。エディション2017には、フォーカルポイントとしての建物と生活も含まれていた（より多くの人々が農園に住んでいる）。リースは、1平方メートルあたり1.30〜3.50ユーロ。ウィーンには約36,000のクラインガルテンがあり、総面積は1,400万平方メートルで、自治体の面積415 km 2 は3.37％に相当。中央農園管理者協会は、2017年には3000個の小包が必要になると説明している 。

## スイスの状況
1925年、スイスの家族庭師協会は、スイス統治体の全体として設立される。スイスの市民農園協会の下にバーゼル、ベルン、ジュネーブ、ローザンヌ、チューリッヒの州連盟による。傘下組織には約25,000人の会員と約400の庭園があり、1974年はスイスロマンド、バーゼル、ベルン、東スイス、中央スイス、チューリッヒの地域に分割。ガーデンエリアは市と市町村によって永久的に提供され、自然の園芸の意味で協同組合によって組織されたガーデンテナントによって促進され管理。家族の庭は非常に統合的な性格を持つ創造的で生産的な余暇活動と考えられて オファーは、外国人居住者によっても積極的に活用。ガーデニングマガジンJardin familialは、毎月25,000部、バイリンガルで発行される。ヴィンタートゥールには、100人の住民あたりほぼ3つの「プンテン」があり、そのような家族の庭は非常に密集している。

## ヨーロッパの状況
14の国民割当ガーデン組織が、欧州協会「国際事務局」に組織されている。
ヨーロッパのアローメントガーデンクラブの会員数
| ベルギー：       | 42,000  |
| デンマーク：     | 40,000  |
| ドイツ：         | 970,000 |
| フィンランド：   | 4,700   |
| フランス：       | 26,000  |
| イギリス：       | 80,000  |
| ルクセンブルク： | 33,500  |
| オランダ：       | 22,000  |
| ノルウェー：     | 2000    |
| オーストリア：   | 38,000  |
| ポーランド：     | 850,000 |
| スウェーデン：   | 26,000  |
| スイス：         | 27,000  |
| スロバキア：     | 130,000 |

## 歴史

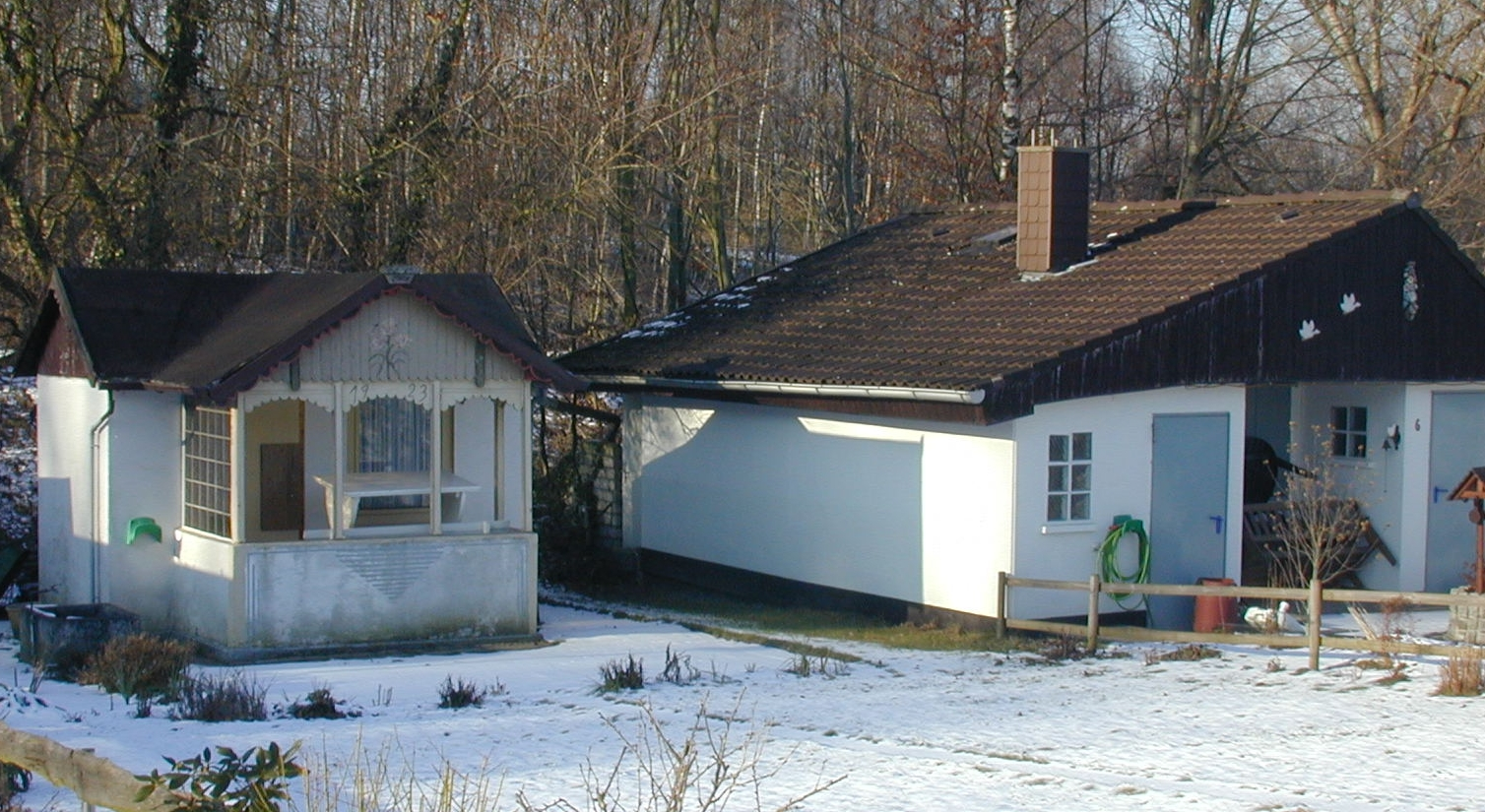
ガゼボ　2つのエポックから

### Armengärten
貧しい地域に庭を設ける-主権者、工場所有者、市町村、慈善団体を意味することは、19世紀の初めに行われた多くの手段の1つで、貧しい時期それは人口の急速な成長にその原因があり国内総生産が同じ比率で上昇しなかったため、貧困の問題が優先課題として認識された。1797/98年頃のランドグレイブカールフォンヘッセンの提案で、当時のシュライ川のデンマークカッペルン （いわゆるカール庭園）が今日ドイツで最初の貧しい庭園の1つとしてしられ、主な目的は、飢と貧困を打ち消すことであった。1826年には、19の都市にそのような庭園がすでに存在していたという。1830年にキールで「貧しい人々のボランティアの友人の社会」の例が続く。「PrünerSchlag」には、現在は400の自治体所有の区画がある。19世紀の終わりに 赤十字植民地コロニー（赤十字庭園）と労働運動 （労働者庭園）および鉄道産業の庭園（鉄道庭園）が多くの都市で発展した。

### 菜園

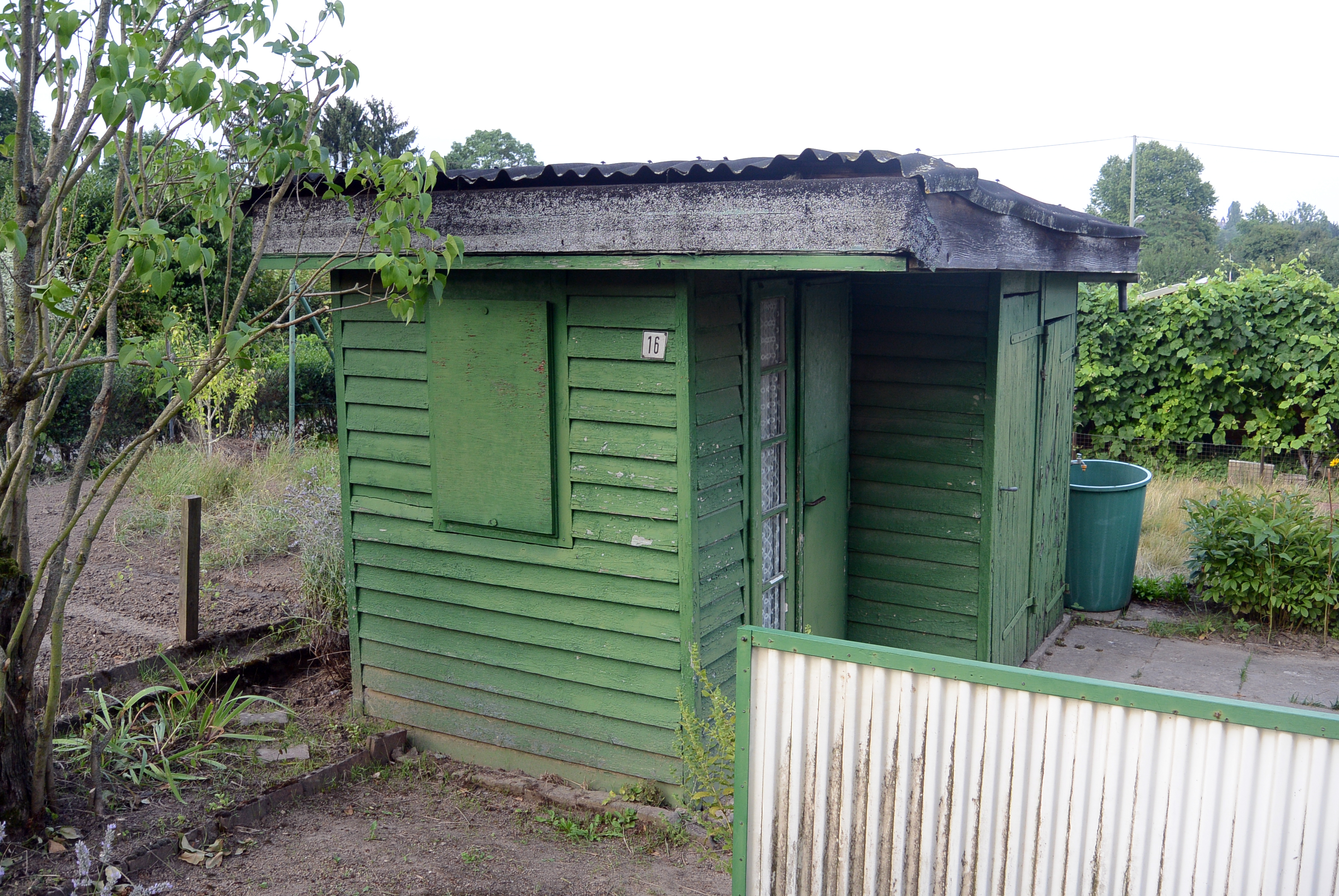
和解プロジェクト「 Neues Frankfurt 」、1925-1930年の条件付き割当住宅（条件2014）

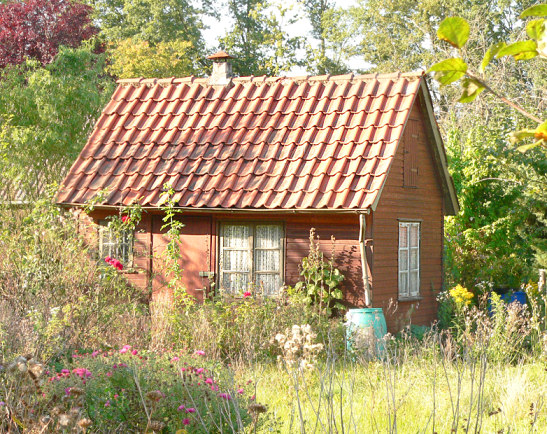
ハノーバーの恒久的な植民地Annateichに1940年頃から割り当てられた庭の家をリスト

別の開発ラインは、19世紀半ばから見つけることができ、センチュリーは ライプツィヒの将来の植物の名前であるモリッツ・シュレーバー博士に因んでいる。しかし、整形外科医のシュレーバーは、アローメントガーデン運動の発明者ではなく、解剖学者のカールエルンストボックと、彼らによって開発された1847年のダイエット整形外科のコンセプトは、単に最初に「運動」を提供する運動または 庭のコロニー  でシュレーバーの同僚、校長のエルンスト・イノゼンツ・ハウスチャイルドであり、そのイニシアチブは最初のシュレーバー フェラインが遡る。実は、彼の生徒の両親と共同で作られた学校のクラブが、彼は学校も教育クラブも洗礼を受けたくなかったので、死去したシュレーバーに敬意を表して命名された。1865年、ライプツィヒのヨハンナパークで最初の「シュレーバープラッツ 」の就任式が行われた。この公園では、工場労働者の子供たちが教育者の監督の下で遊んで体操をすることができ。これまでのところシュレーバープラッツは庭園とは何の関係もない。
この広場に最初に庭を植えたのは、ハインリッヒ・カールゲゼルという教師。当初は子供たちの追加の雇用機会として意図されていましたが、庭はすぐに両親や家族全員の難民の家に発展した。シュレーバープラッツの端にある「子供用ベッド」は「家族用ベッド」になり、後に小分けしてフェンスで囲み、これ以降れらは「シュレーバーガルテン」と呼ばれた。
すぐに、これらの庭は両親の世話になり、1869年にイニシアチブがすでに約100個の小包をカバーしたとき、彼女は自分自身にクラブ法を与えた。工具小屋、アーバー、フェンスが建設され、1891年にはすでに14の他のシュレーバークラブがライプツィヒに設立された。
第二次世界大戦後の時代に人々により良い栄養を提供するために、ヨーロッパの多くの場所でクラインガルテン地域が指定された。第二次世界大戦後のドイツでは住宅が不足していたため、多くの場合、アーバーは許可なく拡張され、農園で居住可能に。これらの黒い建物は主に市政によって容認されており、住民には生涯にわたる住宅の権利が与えられた 。そのため、今日まで古い小屋の庭にはまだ小さな住宅があり、そこにも人が住んでいます。